# Gobinda
Gobinda är en fiktiv karaktär ur James Bond-filmen, Octopussy från 1983. Han spelades av den indiska skådespelaren Kabir Bedi.
Gobinda är Kamal Khans ledande hantlangare och livvakt. Han känns igen bland annat genom att alltid bära en turban. Han är en fåordig man som innehar aningar om Bonds närvaro, och har styrkan till att krossa tärningar med sina bara händer. Han följer Khan överallt, och jagar Bond genom Delhis gator och genom den indiska djungeln. Han har även försökt att mörda Bond för sina egna skäl, vilket visades efter att Bond vann över Khan när de spelade backgammon. Han lyder sin mästares order utan ifrågasättningar ända till slutet, då Khan tvingar honom att klättra ut på utsidan av flygplanet för att döda Bond. Bond och Gobinda slåss då på planets tak. Gobinda försöker att skära honom med sin kniv, men Bond besegrar honom genom att böja en antenn och sedan släppa den så att den slår i Gobindas ansikte. Han faller då skrikande av planet och mot sin död.
Efter Hajen och Oddjob är Gobinda den troligen mest populära hantlangaren till Bondskurkar bland Bondfans.